# Montaigut-le-Blanc, Creuse
Montaigut-le-Blanc är en kommun i departementet Creuse i regionen Nouvelle-Aquitaine i de centrala delarna av Frankrike. Kommunen ligger i kantonen Saint-Vaury som tillhör arrondissementet Guéret. År 2022 hade Montaigut-le-Blanc 372 invånare.

## Befolkningsutveckling
Antalet invånare i kommunen Montaigut-le-Blanc
Referens:INSEE